# Antonio Bregno
Antonio Bregno, detto da Como (Claino con Osteno, circa nel 1400 – Venezia, dopo il 1458), è stato uno scultore italiano.

## Biografia
Tutta la sua attività, concentrata nel XV secolo, si collega a quella del fratello Paolo, quest'ultimo architetto. Si può forse identificare come quell'Antonio da Rigesio da Como che lavorava con un certo Paolo (probabilmente suo fratello) al cantiere della Ca' d'Oro sotto la direzione di Mattia Raverti (tra il 1425 e il 1426). A causa di un errore compiuto da Francesco Sansovino nell'identificarlo con Antonio Rizzo, la sua persona è abbastanza oscura.
L'unica opera che si può attribuire senza dubbio ai fratelli Bregno è la tomba del doge Francesco Foscari nella Basilica di Santa Maria Gloriosa dei Frari, dove si mescolano elementi gotici con elementi rinascimentali. Grazie alle similitudini stilistiche con quest'opera, alcune statue (Fortezza e Temperanza) che coronano le cuspidi dell'arco Foscari del Palazzo Ducale di Venezia gli sono state attribuite, ma altri pensano siano opere di Giorgio da Sebenico. Molte altre opere sono state attribuite alla bottega del Bregno, ma quest'attribuzioni sono improbabili per via della distanza stilistica tra le opere succitate e queste.